# 諾克斯維爾鎮區 (密蘇里州雷縣)
諾克斯維爾鎮區（英語：Knoxville Township）是位於美國密蘇里州雷縣的一個行政鎮區。

## 地方資料
諾克斯維爾鎮區的面積為176.29平方千米，當中陸地面積為176.13平方千米，而水域面積為0.16平方千米。根據2020年美國人口普查的數據，當地共有人口976人，而人口密度為每平方千米5.54人。